# 長頸鹿鋸鍬形蟲
長頸鹿鋸鍬形蟲是鍬形蟲科的一種昆蟲。居住於東南亞的熱帶雨林地帶。
雄性成蟲的長度有35—123（1.4—4.8英寸），而雌性有31—56（1.2—2.2英寸），是所有鍬形蟲之中體長最長的(世界最長的鍬形蟲)，巨顎叉角鍬形蟲僅排世界第二長，也是世界上最大的鍬形蟲之一。

## 生態
長頸鹿鋸鍬形蟲是完全變態的昆蟲，棲息在東南亞的熱帶雨林中。幼蟲以朽木為食，當缺乏食物的時候也會以腐植質為食，成蟲以樹汁、水果為食。幼蟲期約8個月到1年，雌蟲幼蟲期比雄蟲略短，成蟲壽命約6個月-2年，雌蟲成蟲比雄蟲略為長壽。雄蟲會以長牙保護配偶以及地盤。

## 亞種
- Prosopocoilus giraffa giraffa olivier, 1879
  - 分布：马来西亚、寮国、泰国、越南、尼泊尔、不丹、柬埔寨
  - 雄蟲：35~107 毫米 - 雌蟲：34~56 毫米
- Prosopocoilus giraffa borobudur 
  - 分布：爪哇島、巴里島、蘇門答臘南部
  - 雄蟲：58—98（2.3—3.9英寸） - 雌蟲：41—49.5（1.61—1.95英寸）
- Prosopocoilus giraffa keisukei Mizunuma et Nagai, 1991
  - 分布：弗洛勒斯島、龍目島
  - 雄蟲：35~123 毫米 - 雌蟲：34~56 毫米
- Prosopocoilus giraffa timorensis Mizunuma et Nagai, 1991
  - 分布：帝汶
  - 雄蟲：35~91 毫米 - 雌蟲：35.5~45 毫米
- Prosopocoilus giraffa nishiyamai Mizunuma et Nagai, 1991
  - 分布：蘇拉威西島
  - 雄蟲：47.5~101 毫米 - 雌蟲：37~46 毫米
- Prosopocoilus giraffa nishikawai Mizunuma et Nagai, 1991
  - 分布：桑義赫群島
  - 雄蟲：55.5~96 毫米 - 雌蟲：43.5~48 毫米
- Prosopocoilus giraffa makitai Mizunuma et Nagai, 1991
  - 分布：民都洛、呂宋
  - 雄蟲：47.5~103mm
- Prosopocoilus giraffa daisukei Mizunuma et Nagai, 1991
  - 分布：內格羅斯島
  - 雄蟲：66~108 毫米 - 雌蟲：44~61 毫米

## 影視形象
- 《假面騎士劍》 - 長頸鹿鋸Undead / 方塊K技能 - 進化
- 《假面騎士REVICE》 - 假面騎士GET OVER DEMONS
- 《王樣戰隊帝王者》- 鍬形蟲王者，變身者吉拉的名字亦取於該昆蟲的學名